# Useň

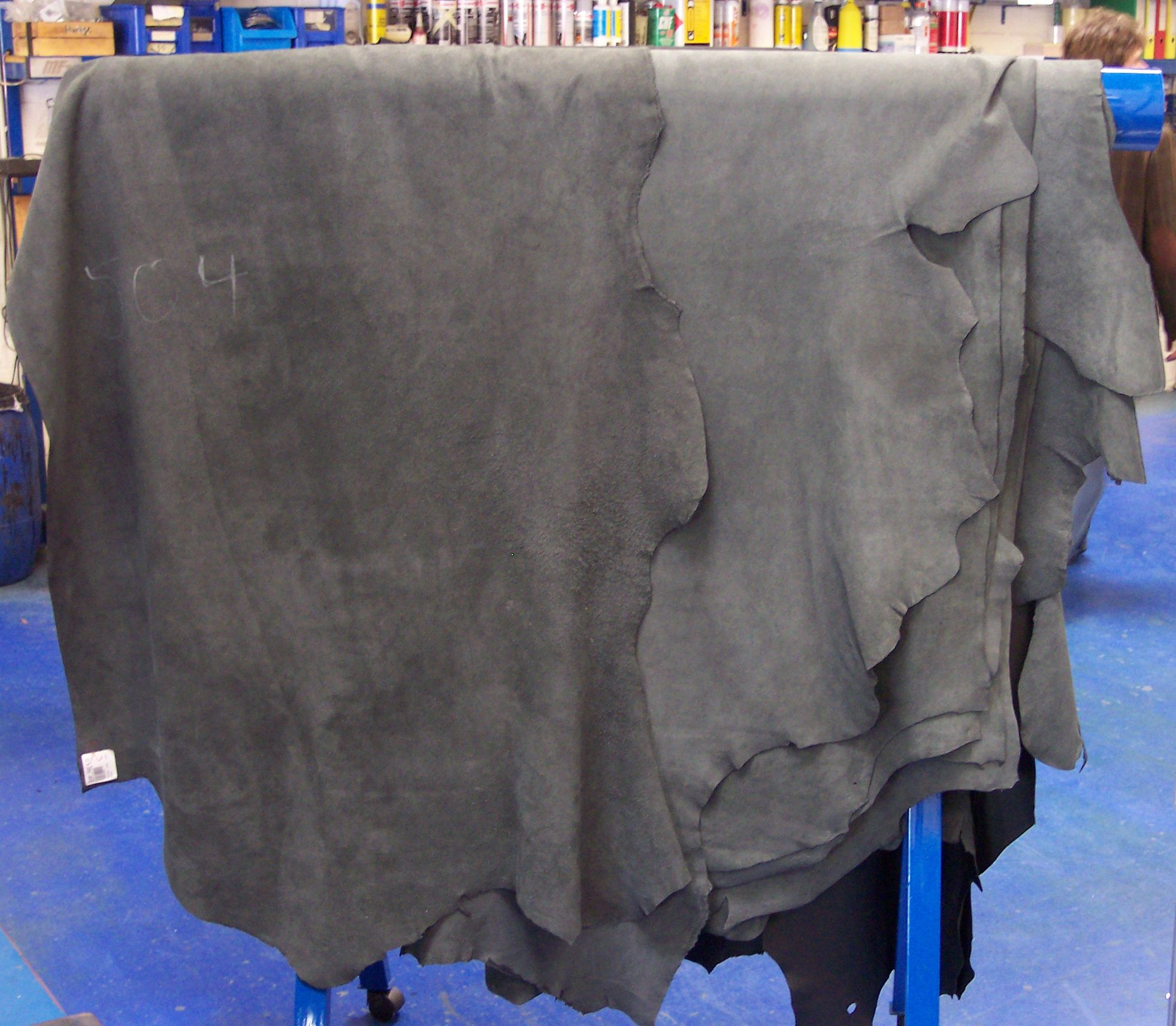
zpracované kůže

Kůže jako materiál je nezpracovaná surovina z kůže obratlovců – z jejich tělního pokryvu. Zpracovaná kůže se nazývá useň, ale slovo kůže se používá jako synonymum slova useň.
Zpracovaná zvířecí (výjimečně u některých přírodních národů i lidská) kůže se od pradávna využívala jako oděv nebo surovina k výrobě oděvů, obuvi, oděvních doplňků a různých artefaktů.
Specifické využití má kůže při výrobě bicích hudebních nástrojů – bubnů. Dnes je však často nahrazována umělými materiály.

## Rozsah zpracování podle účelu
Podle míry zpracování kůží a jejich dalším využití rozeznáváme:
- kožešinu: neodstraňuje se srst, kůže se jen očistí (neloužená).
- pergamen či blánu na buben: odstraní se srst, bez činění.
- useň: odstraní se srst, činění; obuv, rukavice, atd.

## Zpracování kůží

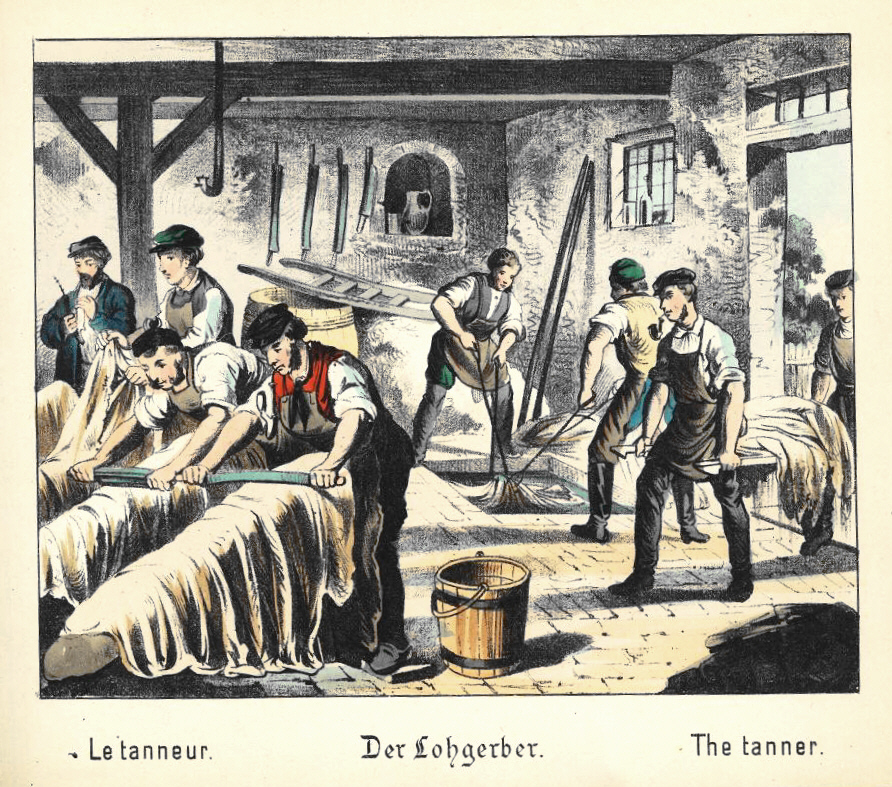
Základem výroby kůží je loužení a odchlupení

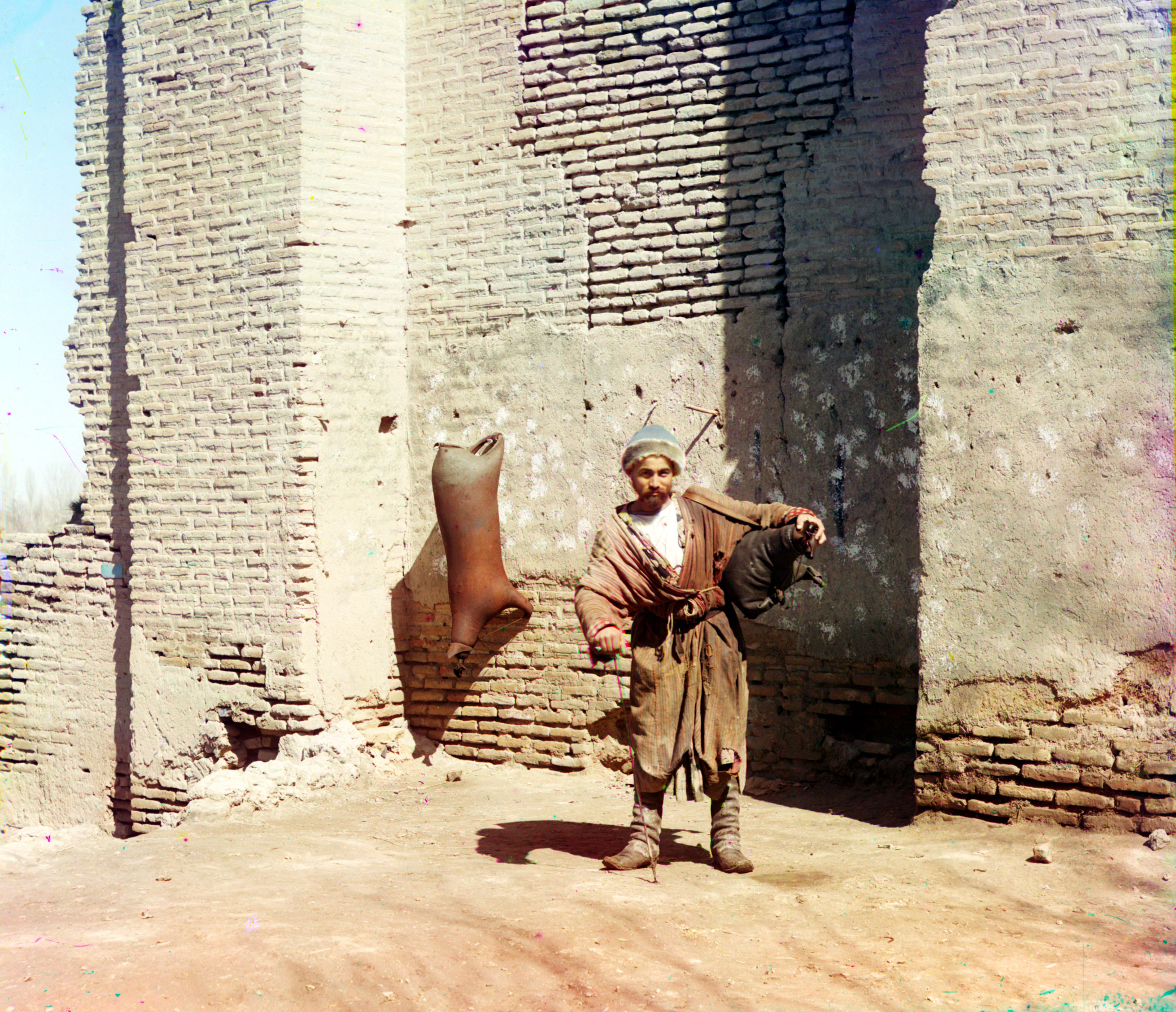
Zvířecí kůže použita jako „žok“ na přepravu vody – carské Rusko, okolo roku 1915

1. nasolení kůže – pro převoz do koželužny
2. namáčení – kůže se máčí a pere v hašpli (sud) kvůli očištění, zbavení soli
3. loužení se zahníváním (dříve) a odchlupování kosou na odchlupování (koželužský nůž) nebo loužení v roztoku sulfidu sodného a vápna (dnes), pro odstranění srsti, vznikne tzv. holina
4. mízdření pomocí kosy na mízdření (dříve) nebo mízdření mezi soustavou válců (dnes), pro odřezání vaziva a zbytků svalů
5. omykání kosou na omykání (dříve) nebo omykání mezi válci, pro odstranění kořínků chlupů
6. štípání pomocí štípacího stroje, aby byla kůže všude stejně tlustá
7. činění kůží pomocí tříslovin z kůry a jiných rostlin v sudu (dříve) nebo solemi chromu (od konce 19. století), pro odstranění vápna a tuků, pro zvláčnění
8. ždímání, pro odstranění vody
9. barvení
10. mazání, aby se kůže nelámaly
11. vyrážení neboli hlazení, pro vyhlazení vrásek
12. sušení
13. postřikování lakem, proti vlhku
14. leštění
15. žehlení
16. měření
17. převoz k výrobě kožených výrobků

## Druhy usní
podle zvířete, ze kterého pocházejí
- skot – teletina
- brav – kozina, kozelčina, kůzlečina; skopovice, jehnětina; vepřovina (neplést s vepřovicí)
- králičina
- anebo se popisuje přímým označením zvířete: např. norek, ondatra…

podle technologie zpracování
- černouseň – (od koželuhů, černokožešníků) useň, hovězí a jiná surová kůže, vyčiněná tříslovinou. Například i podešvová useň.
- jircha (bělouseň) – (od jirchářů, bělokožešníků) useň, hovězí surová kůže, podvalovaná a vyčiněná kamencem, na měkko.
  - glazé – bílá rukavičkářská jircha, z kůzlečiny.
- semiš – (od semišníků) useň vyčiněná tukem, na měkko, broušením po rubové straně, která se stává pohledovou.
- juchta – silně napuštěná oleji či jinými mastnými prostředky.

## Umělá kůže
Umělá kůže vypadá jako přírodní kůže, ale je vyrobena z umělých hmot, z plastů. Podobně jako u kožešiny existuje také umělá kožešina.

## Galerie

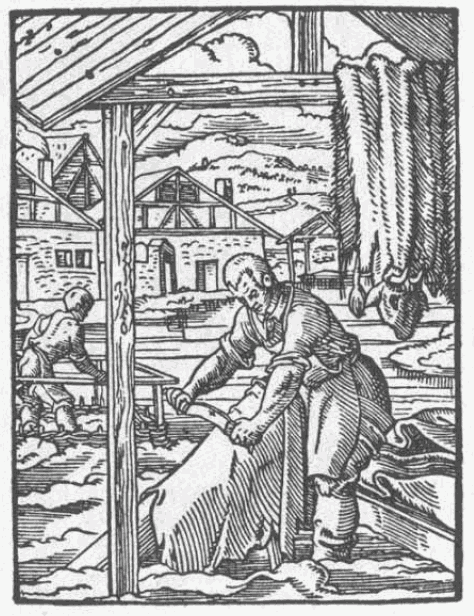
3. – odchlupování
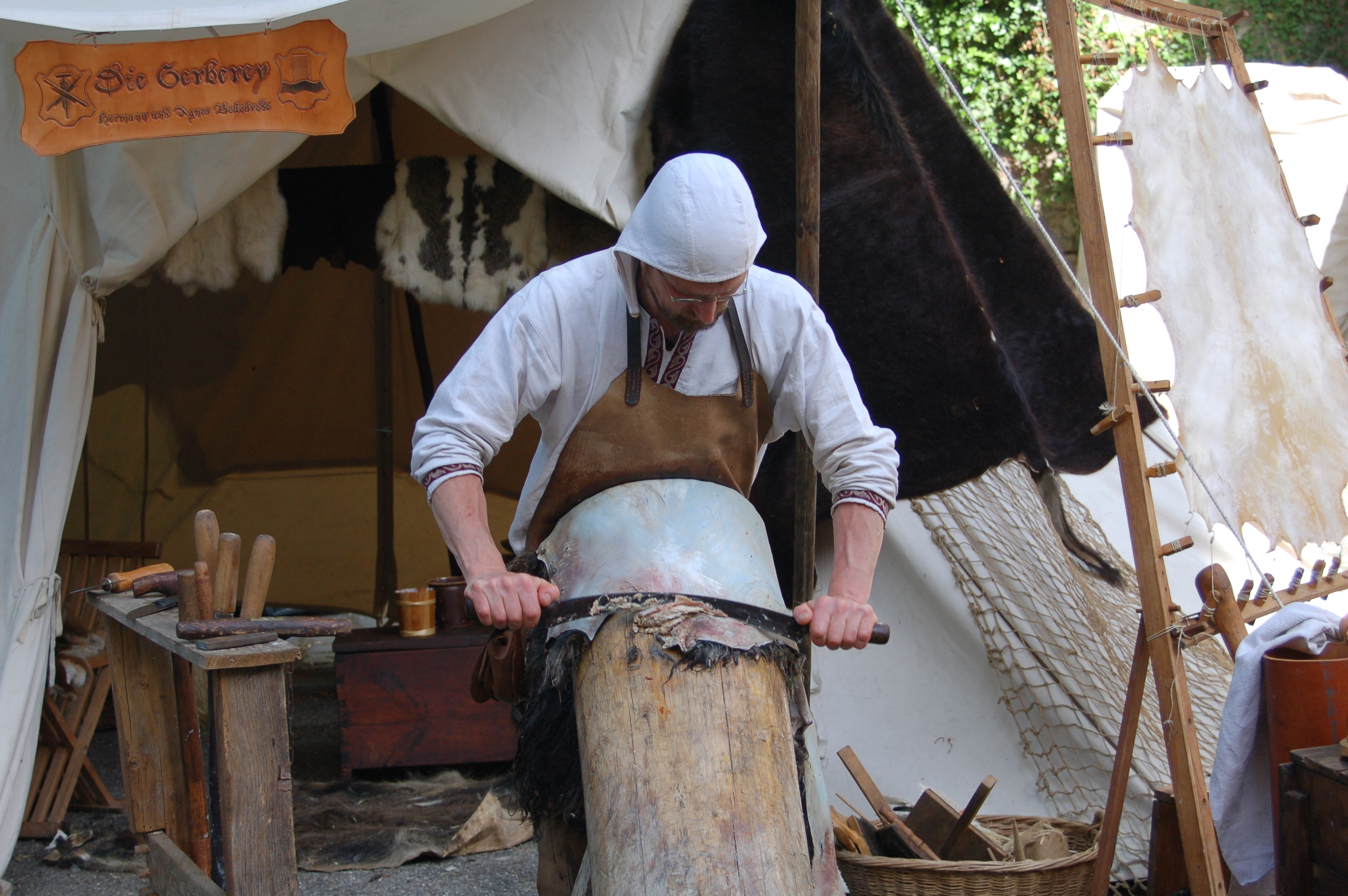
4. – mízdření při výrobě kožešiny (koželuh zde používá kosu jinak určenou na odchlupování kůží)
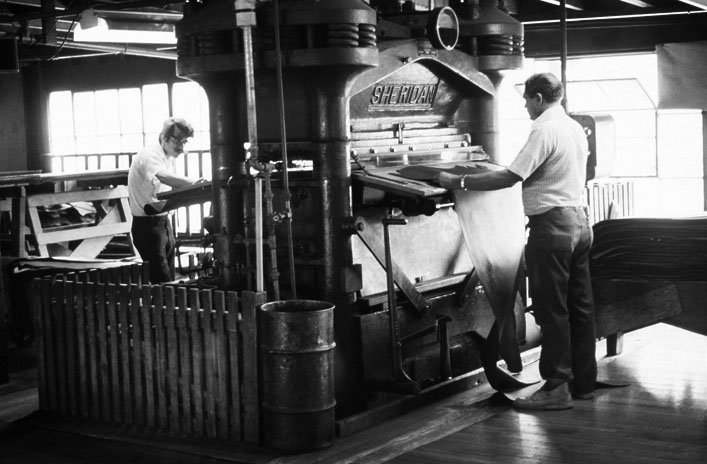
jeden ze strojů v továrně na kůže
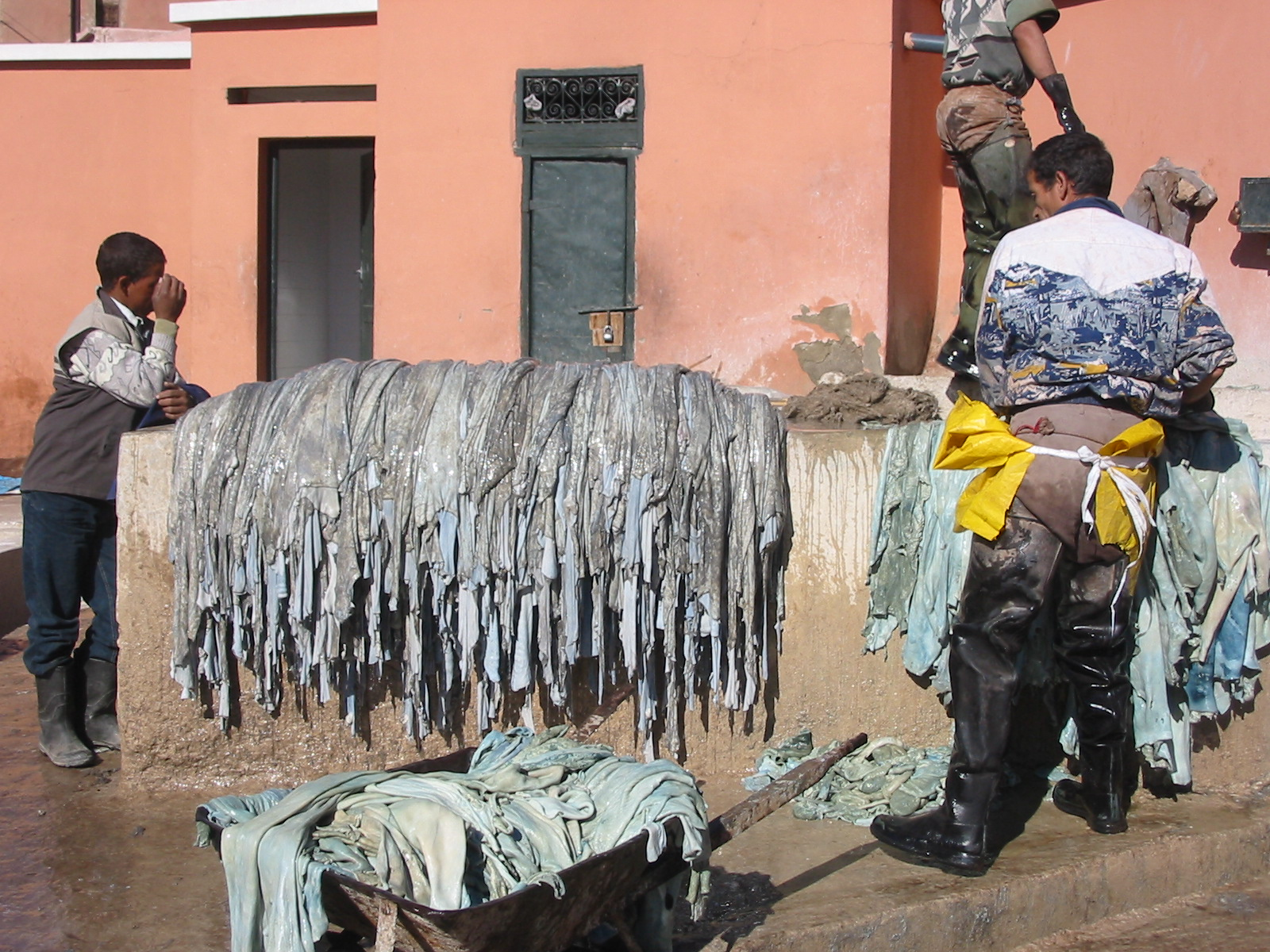
7. – činění kůží (právě vyčiněné kůže)
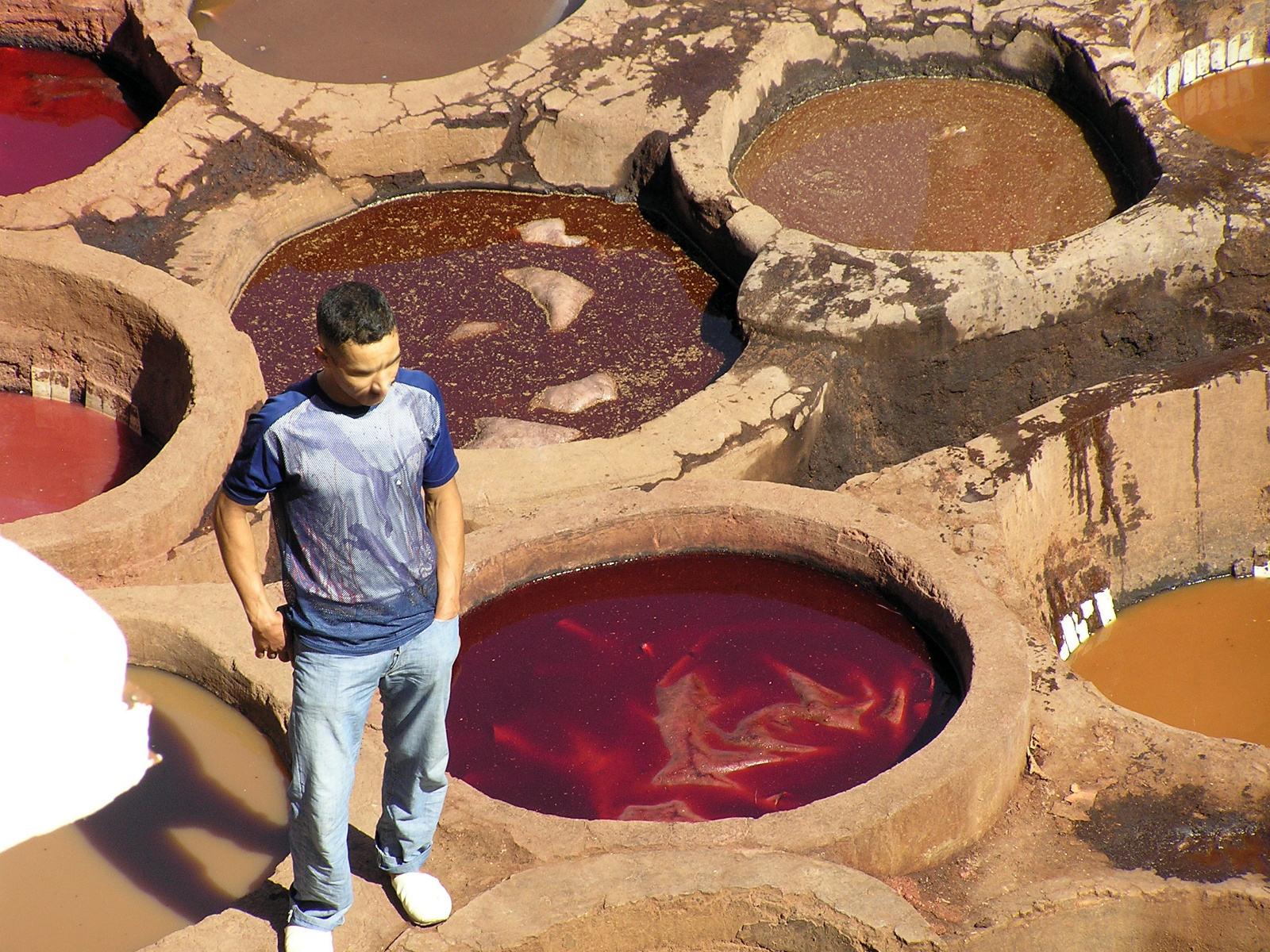
9. – barvení kůží
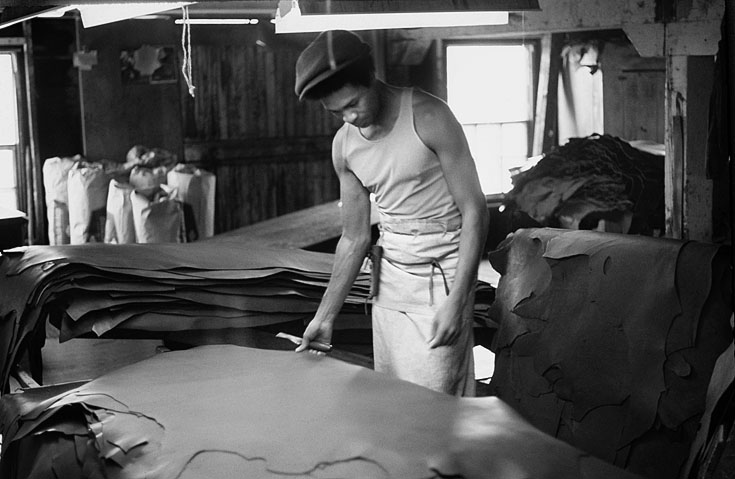
16. – měření a třídění kůží
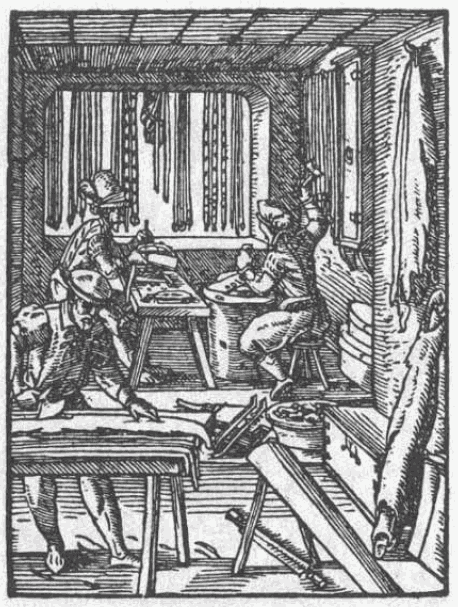
17. – výroba opasků z kůží (1568)